# San Vito Volley
Il San Vito Volley è stata una società pallavolistica femminile italiana con sede a San Vito dei Normanni.

## Storia della società
La società Polisportiva San Vito di San Vito dei Normanni decise nel 1989 di intraprendere un'avventura sportiva con il calcio giovanile ed il volley femminile che già aveva dato delle soddisfazioni gareggiando nel campionato provinciale di I divisione, ottenendo la terza posizione. Storica fu la vittoria con l'under 16 nella stagione 1992/93 contro la più blasonata, all'epoca, Assi Brindisi, giungendo infine alle regionali e ottenendo un'incoraggiante terzo posto.
Nella stagione 1993/94 le stesse atlete riuscirono a raggiungere il titolo provinciale di "allieve".
Nel 1995 la squadra giunge in serie D, dopo due anni in questa categoria entrano in società nuovi dirigenti e soprattutto imprenditori che sono pronti ad investire molto sulla qualità. Non a caso arrivano le prime grandi soddisfazioni con l'agognata promozione, nel 1998, in serie C. Intanto prosegue, sia pure in sordina, l'attività del settore maschile che vede impegnati giovani leve nei campionati di categoria e di serie.
A questo punto nuovi acquisti, nel femminile,  permettono di disputare con valore e merito la serie C fino a ottenere un buon terzo posto e nella stagione 1999/2000, la Polisportiva San Vito agguanta i play off perdendo però la possibilità di crescere con una storica partita contro il Margherita di Savoia.
Nel 2001 nuovi cambiamenti in dirigenza e ulteriori investimenti fanno crescere la società ottenendo la promozione in serie B2, e la contemporanea promozione in serie C della maschile targata Autotrasporti Zaccaria. Dopo due stagioni di ottime prestazioni, sempre ai vertici, finalmente la squadra femminile raggiunge la storica Serie B1 nel 2004/05. Ma sono gli altrettanti storici play-off per la serie A2 dell'anno 2005\06 (Persi contro il Brunelli Nocera Umbra) che inducono l'Amministrazione Comunale di San Vito a procedere alla ristrutturazione del Palazzetto, poiché sono numerosissimi i tifosi costretti a disertare le gare per insufficiente capienza. L'anno successivo nella stagione 2006/2007 la squadra, costretta a giocare nel palazzetto dello sport di Carovigno causa ristrutturazioni, termina la regular season al primo posto, accedendo quindi ai play-off e andando ad incontrare la coriacea squadra di Santa Croce sull'Arno. Questa volta però, al contrario dell'anno precedente, le ragazze del San Vito hanno la meglio sulle toscane raggiungendo così, per la prima volta nella storia, la promozione nella seconda categoria nazionale: la serie A2.
Nell'estate del 2007 la società, per volere di tutti i soci, viene trasformata in ssd Volley San Vito srl e rientra nel Palazzetto dello Sport Macchitella di San Vito, con nuovi spalti per poter accogliere i tifosi.
Termina la propria attività nel 2013.